# Friedrich Haag (Politiker, 1930)
Friedrich Haag (* 14. September 1930 in Stuttgart; † 15. Juni 2022 ebenda) war ein deutscher Politiker (FDP).

## Leben
Nach dem Besuch des Karls-Gymnasiums in Stuttgart absolvierte Haag eine Ausbildung als Gärtner, die er mit der Gehilfenprüfung abschloss. Er übernahm 1949 den elterlichen Betrieb, eine 1896 gegründete Gärtnerei, in Stuttgart-Degerloch und bestand 1955 die Prüfung als Gärtnermeister. Von 1971 bis 1987 war er Präsident des Württembergischen Gärtnereiverbandes. Als solcher setzte er sich für die Austragung der Bundesgartenschau 1977 in Stuttgart ein und schuf das erste Konzept für die Landesgartenschau 1980 in Neu-Ulm/Ulm.
Haag war von 1968 bis 1972 Mitglied des Gemeinderates in Stuttgart. Am 11. Oktober 1967 zog er als Nachrücker des verstorbenen Walter Erbe erstmals in den Landtag von Baden-Württemberg ein und war zunächst Abgeordneter bis zum Ende der Wahlperiode 1968. Bei der Wahl 1968 war er erneut Ersatzbewerber und rückte am 10. November 1969 für den in den Deutschen Bundestag gewählten Ralf Dahrendorf in den Landtag nach. Nach fünf erfolgreichen Wiederwahlen (1972, 1976, 1980, 1984 und 1988) gehörte Haag dem Landtag bis 1992 an, von 1976 bis 1988 als stellvertretender Vorsitzender der FDP-Fraktion. Haag vertrat bis 1976 über ein Zweitmandat den Wahlkreis Stuttgart III, nach Neuzuschnitt der Wahlkreise ab 1976 den Wahlkreis Stuttgart II.
Des Weiteren war Haag Mitglied des Verwaltungsrates des Württembergischen Staatstheaters sowie Mitglied des Vorstandes des Vereines der Freunde und Förderer der Wilhelma.
Friedrich Haag war verheiratet und hatte drei Kinder. Sein Enkel Friedrich Haag ist seit 2021 ebenfalls für die FDP und den Wahlkreis Stuttgart II Mitglied des Landtags von Baden-Württemberg.

## Ehrungen
- 1974: Bundesverdienstkreuz am Bande der Bundesrepublik Deutschland
- 1980: Bundesverdienstkreuz 1. Klasse der Bundesrepublik Deutschland
- 1980: Ehrensenator der Universität Hohenheim
- 1986: Großes Bundesverdienstkreuz der Bundesrepublik Deutschland
- 1992: Verdienstmedaille des Landes Baden-Württemberg
- 1997: Reinhold-Maier-Nadel